# Йосиф Нелюбович-Тукальський
Йо́сиф Нелюбо́вич-Тука́льський (?, імовірно, маєток Мутвиця, Пінський повіт, Річ Посполита —  26 липня 1676, за іншими даними 1675, Чигирин, Гетьманщина) — український церковний діяч, православний митрополит Київський, Галицький та всієї Русі упродовж 1663—1675 років. Екзарх Константинопольської Православної Церкви в Україні. Зарахований до лику святих у Православній Церкві України.

## Біографія
Виходець зі шляхетської родини, син пінського войського. Дитячі роки провів у батьківському маєтку Мутвиця (нині село Вараського району Рівненської області України). Навчався в школі православного братства Святого Духа у Вільні. По закінченні навчання прийняв чернечий постриг у Віленському Свято-Духівському монастирі.
З 1654 — архімандрит Лещинського монастиря і старший Віленського Свято-Духівського монастиря.
З серпня 1661 року — єпископ Могилівський (Мстиславський). Невдовзі переїхав до Чигирина, де був у 1663 (за іншими даними — 1664 року) обраний на митрополита Київської митрополії. Проте, в той час між козацькою старшиною відбувалась боротьба за владу. Внаслідок чого, ще одним кандидатом на митрополію був висунутий Перемишльський єпископ Антоній Винницький. При цьому — обох кандидатів затвердив король. За підтримки гетьмана Павла Тетері, Винницький був проголошений митрополитом, а поляки ув'язнили Тукальського. Одночасно, на Лівобережній Україні на митрополичий престол претендували єпископ Мефодій (Филимонович), кандидат московського уряду.
Виступав проти втручання польського уряду в українські церковні справи, за що у червні 1664 року був ув'язнений у Марієнбурзькій фортеці в Пруссії (або в Мальборській).
1666 року у Чигирині Гетьманом України було обрано черкаського полковника Петра Дорошенка. Він звільнив Правобережжя від поляків й визволив митрополита Тукальського. Тепер він управляв єпархіями на Правобережжі, Білорусі та в Литві, а за Винницьким залишились — Львівська, Перемишльська та Луцька єпархії. Деякий час перебував у Вільно та Могильові, а згодом повернувся до Чигирина.
Дворічне перебування у польському ув'язненні сприяло зростанню авторитету Йосифа Тукальського-Нелюбовича у середовищі православного духовенства, козацтва та української шляхти. Незважаючи на розділ України, Тукальський-Нелюбович продовжував вважатися митрополитом Київським, Галицьким та всієї Руси, і переважно самостійно вирішував усі питання церковного життя. За підтримки гетьмана Петра Дорошенка 6 березня 1668 року (за іншими даними — 1670 року) отримав благословення від Константинопольського патріарха.
Остання спроба об'єднати Київську митрополію в єдине ціле була зроблена після того, як Петро Дорошенко став гетьманом лівобережної України, й об'єднав два береги. Митрополит Тукальський також очолив українську церкву на обох берегах Дніпра. Єпископа Мефодія, якого Москва поставила місцеблюстителем Київської митрополії, за підтримку повстання 1668 було зіслано до Уманського монастиря. Митрополит розпорядився в усіх українських православних церквах не поминати московського царя, як глави держави (як це запровадили за Мефодія).
Відстоював незалежність української церкви від зазіхань московського патріархату та виступав за її канонічне підпорядкування Константинопольському патріарху.
Про те, що його визнавали митрополитом на обох берегах Дніпра, свідчить факт, що Москва призначила намісником Митрополичого престолу Лазара Барановича лише після смерті митрополита Тукальського.
Помер 26 липня 1676 року в Чигирині, в монастирі Св. Троїці. Був похований у Троїцькому чоловічому монастирі. Згодом його прах було перенесено до Лубенського Мгарського монастиря.

## Вшанування пам'яті
11 серпня 2007 року в Чигирині був відкритий Пам'ятник Йосипу Нелюбович-Тукальському.
Канонізований Православною Церквою України у лику святителів на Синоді ПЦУ 22 листопада 2021 року.